# Sozialraumplanung
Sozialraumplanung umfasst Konzepte und Ansätze (öffentlicher) Sozialplanung, die sich inhaltlich, methodisch und organisatorisch auf Sozialräume beziehen, d. h. sich in unterschiedlicher Weise mit Wechselwirkungen zwischen sozialen und physisch-materiellen Verhältnissen und Strukturen an Orten auseinandersetzen. Bei Sozialraumplanung handelt es sich um eine spezielle (kleinräumig orientierte) Form von Sozialplanung oder um eine Weiterentwicklung im Hinblick auf Vernetzung, Kommunikation und Kooperation zwischen Fachplanungen einerseits, sowie zwischen Bevölkerung und kommunaler Planung andererseits (Partizipation). Sie leistet einen Beitrag zu einem bedarfsgerechten, leistungsfähigen und ressourceneffizienten Angebot sozialer Dienstleistungen und Einrichtungen sowie Gestaltung baulich-technischer Infrastrukturen. Sozialraumplanung bietet damit eine geeignete Grundlage für eine verantwortungsvolle und vorausschauende Stadt- und Regionalplanung und Sozialraum- bzw. Quartierentwicklung zur Sicherung der kommunalen Daseinsvorsorge und gleichwertiger Lebensverhältnisse.

## Definition
Der Begriff Sozialraumplanung bezeichnet sowohl Ausprägungen als auch Fortentwicklungen von öffentlicher Sozialplanung, die sich nicht nur auf Lebens- und Bedarfslagen in Gesamtstädten oder -gemeinden, sondern auch in einzelnen Sozialräumen beziehen, und politische und fachliche Planungs- und Entscheidungsgrundlagen für Maßnahmen schaffen, mit welchen die Sicherung oder Herstellung gleichwertiger oder ausgeglichener räumlicher und sozialer Verhältnisse in allen städtischen oder regionalen Teilräumen unterstützt wird.

## Ziele
Je nach Verständnis von „Sozialraum“ reicht die Bandbreite von Sozialraumplanung von der kleinräumigeren Sozialplanung bis zu Planungsansätzen, die die Konstituierung sozialer Räume und von sozialräumlichen Beziehungsnetzwerken sowie Aneignungs- und Ausschließungsprozessen berücksichtigen.
Die Sozialraumplanung zielt darauf, alle Lebensbereiche wie Teilhabe, Wohnen, Bildung, Gesundheit, Mobilität usw. planerisch zu berücksichtigen. Das bedeutet, sie versucht alle relevanten Personen und Institutionen im Planungsprozess zu vernetzen. Hierzu bedarf es definierter Zuständigkeiten, kommunikativer Verbindungen zwischen den relevanten Fach- und Politikbereichen sowie der Partizipation von Einwohnerinnen und Einwohnern. Sozialraumplanung schafft somit einen wichtigen Rahmen für eine zielgerichtete, partizipative Sozialraumorganisation und für Gemeinwesenarbeit bzw. für Soziale Arbeit in sozialräumlichen Zusammenhängen.

## Aufgaben
Die zentralen Aufgaben der Sozialraumplanung (wie der Sozialplanung) leiten sich aus u. a. verschiedenen gesetzlichen Forderungen ab, für deren Umsetzung es geeigneter Planungsgrundlagen bedarf.
Aus dem Grundgesetz (GG) hervor, dass die kommunalen Aufgaben in Selbstverwaltung zu erfüllen sind (Art. 28 Abs. 2 Satz 1). Das Baugesetzbuch (BauGB) fordert u. a. eine nachhaltige städtebauliche Entwicklung, eine dem Wohl der Allgemeinheit dienende sozialgerechte Bodennutzung und die Sicherung einer menschenwürdigen Umwelt (§1 Abs. 5). An anderer Stelle wird die Information und Beteiligung der Öffentlichkeit bei Planungen vorgeschrieben (§ 4a). Nach dem Achten Buch des Sozialgesetzbuchs (SGB VIII) soll das Recht, jedes jungen Menschen, auf Förderung seiner Entwicklung und auf Erziehung zu einer eigenverantwortlichen und gemeinschaftsfähigen Persönlichkeit (§ 1 Abs. 1) u. a. durch die Schaffung positiver Lebensbedingungen für junge Menschen und ihre Familien sowie die Erhaltung oder Schaffung einer kinder- und familienfreundlichen Umwelt verwirklicht werden (§ 1 Abs. 3).

## Integrierte Sozialraumplanung
Ein Beispiel für Sozialraumplanung ist das Modell der Integrierten Sozialraumplanung. Es wurde bereits im Jahre 2006 ausgehend von fachpolitischen Forderungen des Vereins für Sozialplanung e. V. sowie auf Grundlage der Bedingungen und Bedarfe in einer bundesrepublikanischen Großstadt mit über 200.000 Einwohnerinnen und Einwohnern entwickelt. Integrierte Sozialraumplanung versteht sich als notwendige Weiterentwicklung „traditioneller“ (integrierter) Sozialplanung (soziale Infrastruktur und Dienstleistungen) angesichts neuerer gesellschaftlicher Herausforderungen (Armut, Migration, sozialräumliche Segregation, Abwanderung u. a.). Die Zielorientierung besteht nicht nur sozialer Gerechtigkeit, sondern auch räumlicher Gerechtigkeit.
Dem Modell liegt die Prämisse zugrunde, dass Städte und Gemeinden zur Sicherung der Daseinsvorsorge einer ausgleichenden Stadtentwicklungspolitik bzw. Regionalentwicklungspolitik bedürfen. Bei der Integrierten Sozialraumplanung werden hierfür zentrale Fachplanungen – wie die Sozialplanung und die Stadt- und Raumplanung – tendenziell zusammengeführt sowie Entwicklungsdynamiken und Aneignungs- und Ausschließungsprozesse in verschiedenen (sozialen) Räumen beobachtet. Daher gehören zu diesem Modell neben kleinräumigen Monitorings (Sozialberichterstattung) auch Instrumente für Partizipation, Kooperation, Kommunikation und Austausch auf horizontaler, aber auch vertikaler Ebene: (1.) Fachplanungskonferenzen auf der Planungsebene in der Verwaltung, (2.) Planungsraum- bzw. Sozialraumkonferenzen auf der Erbringungsebene im Sozialraum sowie ein (3.) Planungsraummanagement auf einer zwischengeschalteten intermediären Ebene zur Vernetzung der beiden anderen Instrumente. Durch die enge Verknüpfung mit professionellen sozialräumlichen Einrichtungen und Akteuren (zum Beispiel Gemeinwesenarbeit, Stadtteilarbeit, Quartiersarbeit, Quartiersmanagement) werden kommunale Planungsprozesse partizipativ gestaltet und bedarfsgerecht ausgerichtet.
Konzeptionell wird Integrierte Sozialraumplanung inzwischen von verschiedenen Kommunen aufgegriffen. Das Modell wurde in der Best-Practice-Datenbank der Kommunalen Gemeinschaftsstelle für Verwaltungsmanagement aufgenommen. Die Facharbeitsgruppe „Teilhabe und Zusammenhalt der Gesellschaft“ in der im Jahre 2018 von der Bundesregierung eingesetzten Kommission „Gleichwertige Lebensverhältnisse“ empfiehlt die „Erprobung neuer Formen der institutionen- und rechtsübergreifenden Kooperation im Rahmen der integrierten Sozialraumplanung“ als Beitrag zur Gleichwertigkeit der Lebensverhältnisse. Und im Bericht der Bundesregierung zur Zwischenbilanz zur Umsetzung der Maßnahmen der Politik für gleichwertige Lebensverhältnisse in der 19. Legislaturperiode heißt es: „Die Bundesregierung ist im Rahmen der Umsetzung dieser Maßnahme mit Blick auf die mögliche Etablierung einer integrierten Sozialraumplanung mit den Ländern, den Kommunalen Spitzenverbänden, mit Zivilgesellschaft und Wissenschaft im Gespräch“.